# Hjärtans fröjd (bok)
Hjärtans fröjd är en bok skriven av Per Nilsson och utgiven 1992.

## Handling
En pojke blir kär i en flicka som han har tittat på i smyg på bussen en tid. De börjar träffas och snart är pojken djupt förälskad. Att hon inte alls är lika intresserad märker han inte. Dagen efter deras första natt tillsammans börjar sommarlovet och han åker iväg till USA. Han tänker ständigt på henne och lever bara för det ögonblick när de ska återses. Men när han kommer hem från resan blir ingenting som han har föreställt sig.

## Utmärkelser
- Rabén & Sjögrens pris för bästa kärleksroman (Sverige) 1992
- Deutscher Jugendliteraturpreis (Tyskland) 1997
- Zilveren Zoen (Holland)